# Leigh River (Lindsay River)
Der Leigh River ist ein Fluss im Nordwesten des australischen Bundesstaates Tasmanien.

## Geografie
Der etwas mehr als 21 Kilometer lange Leigh River entspringt östlich der Arthur Pieman Conservation Area. Von dort fließt er nach Nordwesten und mündet etwa fünf Kilometer östlich der Siedlung Balfour, am Ostrand des Schutzgebietes, in den Lindsay River.